# Maligne neurolepticasyndroom
Het maligne neurolepticasyndroom (MNS) is een idiosyncratische, levensbedreigende reactie op antipsychotische medicatie. MNS is bekend sinds 1956, kort na de introductie van de eerste fenothiazines en is afgeleid van het Franse syndrome malin des neuroleptiques. Het treedt op bij 0,01-0,02 procent van de patiënten die met antipsychotica worden behandeld. In 10 procent van de gevallen met fatale afloop.

## Oorzaak
MNS wordt veroorzaakt door antipsychotica, zowel door de klassieke (oudere) antipsychotica als door de atypische (nieuwere) antipsychotica. MNS kan zich ook ontwikkelen bij mensen die dopaminergica (bijvoorbeeld anti-parkisonmiddelen) gebruiken. Meestal wanneer de dosering verlaagd wordt.

## Risicofactoren
- Hoge dosering van de antipsychotische medicatie
- Snelle of grote verhoging van de dosering
- Onrust, opwinding
- Uitdroging
- Overmatige zelfcontrole
- Bestaande verstoringen in de dopamine en ijzerhuishouding

Van de meeste MNS-patiënten is bekend dat zij voordat de MNS zich ontwikkelde, lichamelijk uitgeput waren en uitdrogingsverschijnselen vertoonden.

## Symptomen
De twee meest kenmerkende symptomen zijn: hoge koorts/hevig transpireren en ernstige spierstijfheid/verkramping. Vaak gepaard gaand met versnelde hartslag/ademhaling, kwijlen, trillen en insulten.
In het algemeen ontwikkelt MNS zich binnen twee weken na het starten met antipsychotische medicatie, maar de aandoening kan zich op elk moment tijdens het gebruik van de medicijnen ontwikkelen. In ongeveer 16 procent van de gevallen binnen 24 uur, 66 procent in de eerste week en bijna alle gevallen binnen 30 dagen.

## Diagnose
De diagnose wordt gesteld op grond van de sterk verhoogde lichaamstemperatuur en spierstijfheid. Tevens moeten er nog twee tekenen, symptomen of laboratoriumuitslagen zijn, die niet door een ander geneesmiddel/drug, neurologische aandoening of algemene medische afwijking veroorzaakt zijn.
De toegenomen spanning in de spieren leidt meestal tot rabdomyolyse (spierafbraak) met meestal een sterke verhoging van creatine kinase, aldolase, transaminases en melkzuurdehydrogenase. Vaak heeft de patiënt ook een metabole acidose, hypoxie, verlaagd serumijzer, verhoogde catecholamines en leukocytose.
Veranderingen in de geestelijke gesteldheid en andere neurologische afwijkingen treden meestal (in zo'n 80 procent van de gevallen) eerder op dan de 2 klassieke symptomen.
Een aantal zaken dient te worden uitgesloten: infecties van het centrale zenuwstelsel, met name virale encefalitis. Deze infecties kunnen MNS simuleren. Ook dient een vergevorderde psychotische toestand met catatone stupor of acute letale catatonie te worden uitgesloten.

## Behandeling
Wanneer deze symptomen waargenomen worden kan een opname in een ziekenhuis noodzakelijk zijn alwaar de arts de uitlokkende medicatie stopt of drastisch vermindert.
Vervolgens dient de patiënt van intensieve symptoombestrijding en medische controle te worden voorzien en behandeld te worden voor alle bijkomende medische problemen waarvoor een adequate behandelvorm voorhanden is. Er is geen algemene standaard farmacologische behandeling voor het neuroleptisch maligne syndroom.

### Ondersteunende maatregelen
- Correctie van de elektrolythuishouding
- Koelen van de patiënt
- Monitoren van hart-, nier- en longfuncties
- Controle op stollingsafwijkingen

### Geneesmiddelen
- Lorazepam 1–2 mg, parenteraal. Bij een mild verlopend MNS.
- Amantadine 200–400 mg/dag.
- Bromocriptine 2,5 mg 2 tot 3 maal per dag.
- Dantroleen 1-2,5 mg/kg lichaamsgewicht, gevolgd door 1 mg/kg elke 6 uur. In extreme gevallen.

Patiënten die MNS ontwikkelen kunnen tevens vatbaar worden voor andere ziektes waaronder longontsteking of een infectie van een ander orgaan gecombineerd met niet behandelde of inadequaat behandelde extrapiramidale symptomen.
Het hervatten van de antipsychotische medicatie dient alleen in het uiterste geval met zeer veel zorg te gebeuren daar er kans is van het opnieuw optreden van het maligne neurolepticasyndroom.